# John Fitzpatrick
John Fitzpatrick, född 9 juni 1943 i Birmingham, är en brittisk racerförare.
Fitzpatrick körde sin första säsong i British Saloon Car Championship (numera känt som British Touring Car Championship) 1964. 1966 vann han mästerskapet med en Ford Anglia. Senare körde han även ETCC och 1976 vann han Bathurst 1000 km.
I slutet av 1970-talet gick han vidare till sportvagnsracing där han vann ett flertal tävlingar i sportvagns-VM med Porsche. Fitzpatrick har senare varit aktiv inom historisk racing.